# Kuja
Kuja is een geslacht van vlinders van de familie venstervlekjes (Thyrididae).

## Soorten
- K. carcassoni Whalley, 1971
- K. catenula (Pagenstecher, 1892)
- K. effrenata Whalley, 1971
- K. fractifascia (Warren, 1908)
- K. gemmata (Hampson, 1906)
- K. hamatipex (Hampson, 1916)
- K. kibala Whalley, 1971
- K. majuscula (Gaede, 1917)
- K. obliquifascia (Warren, 1908)
- K. squamigera (Pagenstecher, 1892)